# 東経10度線
東経10度線（とうけい10どせん）は、本初子午線面から東へ10度の角度を成す経線である。北極点から北極海、ヨーロッパ、地中海、アフリカ、大西洋、南極海、南極大陸を通過して南極点までを結ぶ。
東経10度線は、西経170度線と共に大円を形成する。

## 通過する地域一覧
東経10度線は、北極点から南極点まで南に向かって以下の場所を通っている。
| 地理座標                                             | 国土・領土・領海 | 備考 |
| ---------------------------------------------------- | ---------------- | --- |
| 北緯90度0分 東経10度0分 / 北緯90.000度 東経10.000度  | 北極海           | |
| 北緯81度5分 東経10度0分 / 北緯81.083度 東経10.000度  | 大西洋           | |
| 北緯64度5分 東経10度0分 / 北緯64.083度 東経10.000度  | ノルウェー       | 北端はソール・トロンデラーグ県Stokkøya、南端はヴェストフォル県Stavernの3km南西 |
| 北緯58度58分 東経10度0分 / 北緯58.967度 東経10.000度 | スカゲラク海峡   | |
| 北緯57度35分 東経10度0分 / 北緯57.583度 東経10.000度 | デンマーク       | ヴェンシュセルチュー島、ユトランド半島、フュン島、アルス島 |
| 北緯54度43分 東経10度0分 / 北緯54.717度 東経10.000度 | ドイツ           | シュレースヴィヒ＝ホルシュタイン州 - キールのすぐ西を通過 ハンブルク - 市中心部および旧市街地を通過 ニーダーザクセン州 - ハノーファーのすぐ東を通過 テューリンゲン州 ヘッセン州 テューリンゲン州 ヘッセン州 バイエルン州 バーデン＝ヴュルテンベルク州 |
| 北緯47度29分 東経10度0分 / 北緯47.483度 東経10.000度 | オーストリア     | |
| 北緯46度54分 東経10度0分 / 北緯46.900度 東経10.000度 | スイス           | |
| 北緯46度17分 東経10度0分 / 北緯46.283度 東経10.000度 | イタリア         | ロンバルディア州 エミリア＝ロマーニャ州 トスカーナ州 |
| 北緯44度3分 東経10度0分 / 北緯44.050度 東経10.000度  | 地中海           | ティレニア海 - カプラーイア島（ イタリア）のすぐ東を通過 - エルバ島とピアノーザ島（ イタリア）のすぐ西を通過 - サルデーニャ（ イタリア）のすぐ東を通過 シチリア海峡                                                                                   |
| 北緯37度15分 東経10度0分 / 北緯37.250度 東経10.000度 | チュニジア       | |
| 北緯30度28分 東経10度0分 / 北緯30.467度 東経10.000度 | リビア           | |
| 北緯25度23分 東経10度0分 / 北緯25.383度 東経10.000度 | アルジェリア     | |
| 北緯22度22分 東経10度0分 / 北緯22.367度 東経10.000度 | ニジェール       | |
| 北緯13度10分 東経10度0分 / 北緯13.167度 東経10.000度 | ナイジェリア     | |
| 北緯6度54分 東経10度0分 / 北緯6.900度 東経10.000度   | カメルーン       | |
| 北緯2度10分 東経10度0分 / 北緯2.167度 東経10.000度   | 赤道ギニア       | |
| 北緯1度0分 東経10度0分 / 北緯1.000度 東経10.000度    | ガボン           | |
| 南緯2度47分 東経10度0分 / 南緯2.783度 東経10.000度   | 大西洋           | |
| 南緯60度0分 東経10度0分 / 南緯60.000度 東経10.000度  | 南極海           | |
| 南緯69度53分 東経10度0分 / 南緯69.883度 東経10.000度 | 南極大陸         | ドローニング・モード・ランド（ ノルウェーが領有権を主張） |